# 大衛·休伯爾
大衛·休伯爾（英語：David Hunter Hubel，1926年2月27日—2013年9月22日），加拿大-美籍神經科學家，生前任哈佛大学神经生物学教授，與合作者托斯坦·威泽尔（Torsten N. Wiesel）由於對視覺系統中视觉信息处理的研究的贡献，而與另一團隊的科學家羅傑·斯佩里（Roger W. Sperry）共同獲得1981年諾貝爾生理學或醫學獎。 1978年，休伯尔获得哥伦比亚大学授予的路易莎·格罗斯·霍维茨奖。

## 生平
大衛·休伯爾1926年生於安大略省溫莎市，父母親是從美國移居加拿大，祖父輩則是從德國巴伐利亞訥德林根來的移民。1929年時，休伯尔全家搬到蒙特婁居住，並在當地渡過童年。休伯尔于1953年和Ruth Izzard结婚，他们一共育有三个儿子，四个孙辈。Ruth Izzard在2013年2月去世，休伯尔则于2013年9月22日在美国马萨诸塞州林肯镇由于肾衰竭去世，享年87岁。

## 科研生涯
休伯尔在年轻时就讀麥吉爾大學時主修數學與物理，随后修医学，獲得學位後前往美國發展。1954年他進入約翰·霍普金斯大學医学院工作，职位是神经内科住院医生，随后应召入伍，进入美国海军的沃尔特·里德医院。1958年回到約翰·霍普金斯大學，开始了与威泽尔长达25年的合作。1959年時轉入哈佛大學執教。

## 科学贡献
休伯尔和威泽尔所做的实验大幅扩展了科学界关于感觉信号处理的知识。在1959年的一次实验中，他们将玻璃包被的钨丝微电极插入麻醉猫的初级视皮层，然后在置于猫前方的幕布上投射出一条光带，改变光带的空间方位角度，用微电极记录神经元的发放。他们发现当光带处于某个空间方位角度时，发放最为强烈。而且不同的神经元对不同空间方位的偏好不尽相同。还有些神经元对亮光带和暗光带的反应模式也不相同。休伯尔和威泽尔将这种神经元稱为简单细胞。初级视皮层里另外的那些神经元，叫做复杂细胞，这些细胞对于其感受野中的边界信息比较敏感，还可以检测其感受野中的运动信息。这些研究给人们展示了视觉系统是怎样将简单的视觉特征在视皮层呈现出来的。
休伯尔和威泽尔被授予诺贝尔生理学和医学奖主要是基于他们下面的两项成就：第一，他们在二十世纪六七十年代在视觉系统发育方面的研究，发现了眼优势柱。第二，他们的工作奠定了视觉神经生理学的基础。他们的工作给人们呈现了视觉系统是如何将来自外界的视觉信号传递到视皮层，并通过一系列处理过程（包括边界检测、运动检测、立体深度检测和颜色检测），最后在大脑中构建出一幅视觉图像的。他们通过对小猫的一只眼睛（A）进行关键期视觉剥夺（缝上眼皮，使其不能接收视觉输入），发现原本应当分配给这只眼睛（A）的视皮层代表区域全部被分配给了另外一只眼睛（B）。这个发现使得我们能够理解弱视现象：在视觉系统发育的关键期视觉剥夺不均衡导致的一种视觉缺陷。在关键期进行视觉剥夺以后，这些小猫就没有发育出能够接受双眼视觉信息输入的双眼细胞，因此丧失双眼视觉能力。休伯尔和威泽尔的实验结果表明，眼优势柱的发育过程在动物幼年时代一旦完成，便已定型。这项研究为我们了解和治疗幼儿白内障和斜视打开了大门。对于大脑皮层的神经元可塑性的研究也非常重要。另外我们对感觉系统信号处理过程的认识启发了人们对于计算机视觉中物体特征识别和宽基线匹配中尺度不变特征转换（SIFT）特性的理解。

## 著名论文
- Hubel, D. H. & T. N. Wiesel, Receptive Fields Of Single Neurones In The Cat's Striate Cortex, Journal of Physiology, (1959) 148, 574-591.
- Hubel, D. H. & T. N. Wiesel. Receptive Fields, Binocular Interaction And Functional Architecture In The Cat's Visual Cortex, Journal of Physiology, (1962), 160, 106–154[永久]

## 另外参见
- 单细胞电生理记录
- 斯蒂芬·库夫勒
- 托斯坦·威泽尔
- 莉迪亞·維拉-科馬羅夫